# Aaron McKie
Aaron Fitzgerald McKie (Filadelfia, 2 ottobre 1972) è un ex cestista e allenatore di pallacanestro statunitense, professionista nella NBA.

## Carriera
Uscito dall'università di Temple nel 1994, viene scelto nel draft con la 17ª chiamata dai Portland Trail Blazers, per i quali gioca per due stagioni e mezzo con rendimenti alterni.
Nel gennaio del 1997 viene ceduto ai Detroit Pistons all'interno di uno scambio che coinvolge anche Randolph Childress, Reggie Jordan e Stacey Augmon. Lì rimane fino al 18 dicembre 1998, quando uno scambio fra i Philadelphia 76ers e i Pistons vede Jerry Stackhouse ed Eric Montross approdare nella "città dei motori", e McKie e Theo Ratliff accasarsi a Philadelphia.
Con i Sixers rimane sette stagioni e mezzo, mai titolare fisso, ma utilissimo sesto uomo di lusso. Vince infatti il NBA Sixth Man of the Year Award nella stagione 2000-01, anno in cui i Sixers persero in finale contro i Los Angeles Lakers, quando, complici le caviglie malmesse di Eric Snow e gli acciacchi di Allen Iverson, rimane in campo per una media di 31,5 minuti a partita, mettendo a referto 11,6 punti, 4,1 rimbalzi e 5 assist per gara.
Nell'estate del 2005 viene svincolato dai Sixers come free agent per problemi di luxury tax e viene ingaggiato dai Los Angeles Lakers, dove gioca al fianco di Kobe Bryant.

## Statistiche

### College
| Anno      | Squadra     | PG | PT | MP   | TC%  | 3P%  | TL%  | RP  | AP  | PRP | SP  | PP   |
| --------- | ----------- | -- | -- | ---- | ---- | ---- | ---- | --- | --- | --- | --- | ---- |
| 1991-1992 | Temple Owls | 28 | 28 | 36,1 | 43,3 | 32,1 | 75,4 | 6,0 | 3,4 | 2,2 | 0,2 | 13,9 |
| 1992-1993 | Temple Owls | 33 | 33 | 38,5 | 43,2 | 39,3 | 78,8 | 5,9 | 3,3 | 2,3 | 0,2 | 20,6 |
| 1993-1994 | Temple Owls | 31 | 31 | 39,2 | 40,1 | 37,1 | 81,5 | 7,2 | 3,2 | 1,9 | 0,3 | 18,8 |
| Carriera  | Carriera    | 92 | 92 | 38,0 | 42,1 | 36,6 | 79,0 | 6,4 | 3,3 | 2,1 | 0,3 | 17,9 |

### NBA

#### Regular Season
| Anno      | Squadra             | PG  | PT  | MP   | TC%  | 3P%  | TL%  | RP  | AP  | PRP | SP  | PP   |
| --------- | ------------------- | --- | --- | ---- | ---- | ---- | ---- | --- | --- | --- | --- | ---- |
| 1994-1995 | Portland T. Blazers | 45  | 20  | 18,4 | 44,4 | 39,3 | 68,5 | 2,9 | 2,0 | 0,8 | 0,4 | 6,5  |
| 1995-1996 | Portland T. Blazers | 81  | 73  | 27,9 | 46,7 | 32,5 | 76,4 | 3,8 | 2,5 | 1,1 | 0,3 | 10,7 |
| 1996-1997 | Portland T. Blazers | 41  | 8   | 18,9 | 34,0 | 41,8 | 83,7 | 2,3 | 2,0 | 0,8 | 0,4 | 4,1  |
| 1996-1997 | Detroit Pistons     | 42  | 3   | 20,2 | 46,4 | 37,5 | 83,6 | 3,0 | 1,8 | 1,0 | 0,2 | 6,3  |
| 1997-1998 | Detroit Pistons     | 24  | 1   | 19,7 | 41,3 | 17,6 | 87,0 | 2,8 | 1,6 | 1,0 | 0,0 | 4,5  |
| 1997-1998 | Philadelphia 76ers  | 57  | 31  | 23,5 | 34,7 | 19,6 | 68,8 | 2,9 | 2,4 | 1,4 | 0,2 | 3,9  |
| 1998-1999 | Philadelphia 76ers  | 50  | 4   | 19,2 | 40,1 | 19,4 | 71,0 | 2,8 | 2,0 | 1,3 | 0,1 | 4,8  |
| 1999-2000 | Philadelphia 76ers  | 82  | 14  | 23,8 | 41,1 | 36,4 | 82,9 | 3,0 | 2,9 | 1,3 | 0,2 | 8,0  |
| 2000-2001 | Philadelphia 76ers  | 76  | 33  | 31,5 | 47,3 | 31,2 | 76,8 | 4,1 | 5,0 | 1,4 | 0,1 | 11,6 |
| 2001-2002 | Philadelphia 76ers  | 48  | 16  | 30,6 | 44,9 | 39,8 | 78,7 | 4,0 | 3,7 | 1,2 | 0,3 | 12,2 |
| 2002-2003 | Philadelphia 76ers  | 80  | 40  | 29,7 | 42,9 | 33,0 | 83,6 | 4,4 | 3,5 | 1,6 | 0,1 | 9,0  |
| 2003-2004 | Philadelphia 76ers  | 75  | 41  | 28,2 | 45,9 | 43,6 | 75,7 | 3,4 | 2,6 | 1,1 | 0,3 | 9,2  |
| 2004-2005 | Philadelphia 76ers  | 68  | 3   | 16,4 | 43,0 | 32,3 | 62,5 | 2,5 | 1,5 | 0,7 | 0,2 | 2,2  |
| 2005-2006 | L.A. Lakers         | 14  | 0   | 8,6  | 25,0 | 0,0  | 50,0 | 1,4 | 0,8 | 0,4 | 0,0 | 0,5  |
| 2006-2007 | L.A. Lakers         | 10  | 0   | 13,1 | 64,7 | -    | -    | 1,8 | 1,3 | 0,4 | 0,0 | 2,2  |
| Carriera  | Carriera            | 793 | 287 | 24,2 | 43,8 | 35,0 | 77,9 | 3,3 | 2,7 | 1,2 | 0,2 | 7,4  |

#### Playoffs
| Anno     | Squadra             | PG | PT | MP   | TC%  | 3P%  | TL%  | RP  | AP  | PRP | SP  | PP   |
| -------- | ------------------- | -- | -- | ---- | ---- | ---- | ---- | --- | --- | --- | --- | ---- |
| 1995     | Portland T. Blazers | 3  | 0  | 11,3 | 57,1 | 50,0 | -    | 0,7 | 0,3 | 1,0 | 0,0 | 5,7  |
| 1996     | Portland T. Blazers | 5  | 4  | 26,8 | 36,7 | 25,0 | 77,8 | 3,6 | 1,8 | 1,2 | 0,4 | 6,2  |
| 1997     | Detroit Pistons     | 5  | 0  | 19,4 | 35,0 | 20,0 | -    | 2,0 | 2,0 | 1,2 | 0,4 | 3,0  |
| 1999     | Philadelphia 76ers  | 6  | 0  | 16,2 | 30,4 | 0,0  | 85,7 | 2,5 | 1,8 | 0,7 | 0,0 | 3,3  |
| 2000     | Philadelphia 76ers  | 10 | 6  | 33,1 | 48,5 | 34,3 | 83,9 | 3,6 | 4,6 | 0,4 | 0,2 | 13,8 |
| 2001     | Philadelphia 76ers  | 23 | 16 | 38,8 | 41,5 | 42,2 | 78,7 | 5,2 | 5,3 | 1,5 | 0,1 | 14,6 |
| 2002     | Philadelphia 76ers  | 5  | 0  | 29,2 | 43,5 | 37,5 | 70,0 | 3,6 | 2,4 | 2,0 | 0,0 | 10,6 |
| 2003     | Philadelphia 76ers  | 12 | 0  | 26,3 | 53,5 | 55,6 | 85,7 | 3,6 | 1,8 | 0,8 | 0,2 | 7,8  |
| 2005     | Philadelphia 76ers  | 5  | 0  | 17,0 | 42,9 | 33,3 | -    | 2,4 | 1,0 | 0,8 | 0,0 | 1,4  |
| 2006     | L.A. Lakers         | 1  | 0  | 8,0  | -    | -    | -    | 0,0 | 0,0 | 0,0 | 0,0 | 0,0  |
| Carriera | Carriera            | 75 | 26 | 28,5 | 43,7 | 38,5 | 80,1 | 3,6 | 3,2 | 1,1 | 0,1 | 9,5  |

## Palmarès

### Giocatore
- NBA Sixth Man of the Year (2001)